# Solent
L’estret de Solent, o simplement El Solent, és un estret marí localitzat al canal de la Mànega que separa l'illa de Wight de l'illa de Gran Bretanya, és a dir, de la part continental d'Anglaterra. Referenciat l'any 731 com Soluente, Solent és «un antic nom pre-anglès d'incert origen i significat».
El Solent és una ruta marítima important per a passatgers, càrrega i vaixells militars i també una important zona d'oci per a la pràctica d'esports aquàtics, especialment de la vela, sent el lloc on se celebra anualment la regata Cowes Week. Està protegit per l'illa de Wight i té un patró de marees molt complex, que ha beneficiat en gran manera l'èxit de Southampton com a port. Portsmouth es troba a les seves ribes. Spithead, una zona aigües fora de punta Gilkicker, prop de Gosport, és conegut com el lloc on la Royal Navy és tradicionalment revisada pel monarca.
La zona és de gran importància ecològica i paisatgística, sobretot a causa dels hàbitats costaners i estuaris al llarg de la vora del Solent. Gran part del seu litoral està declarat com a Zona d'Especial Conservació (Special Area of Conservation). Està confinat per, i forma part d'una sèrie d'importants paisatges protegits a nivell nacional, com el parc nacional de New Forest, i l' Illa de Wight AONB (Isle of Wight Area of Outstanding Natural Beauty).
Referenciat l'any 731 com Soluente, Solent és «un antic nom pre-anglès d'incert origen i significat».
Era originalment una vall, conforme proven els estudis geològics. Era molt més estret en temps de l'Imperi romà: en De Bello Gallico, Julio César relata que els soldats aconseguien arribar a l'illa de Wight en marea baixa. El Solent es troba envoltat de fortaleses per a la defensa de la costa, principalment construïdes al regnat d'Enric VIII d'Anglaterra.
El 1685 el rei Jaume II d'Anglaterra va sobreviure miraculosament a un naufragi al Solent. El músic Henry Purcell va compondre la seva obra They that go down to the sea in ships per ser interpretada per l'extraordinari baríton John Gostling en commemoració del dit esdeveniment.